# Karlheinz Kleinstück

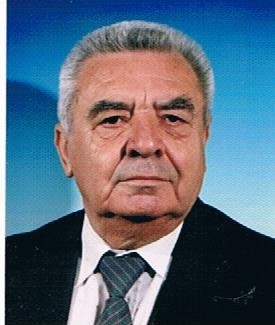
Karlheinz Kleinstück 2012

Karlheinz Kleinstück (* 29. Dezember 1929 in Kleinwolmsdorf; † 17. August 2022) war ein deutscher Metall- und Röntgenphysiker sowie Hochschullehrer, der Leistungen in der physikalischen Stoff- und Strukturanalyse mittels Röntgenstrahlen und Neutronenbeugung erbrachte.

## Leben und Werk
Von 1948 bis 1953 studierte Karlheinz Kleinstück Physik an der Technischen Hochschule Dresden. 1961 promovierte er zum Dr. rer. nat. mit dem „Aufbau einer Apparatur und erste Anwendungen zur Strukturuntersuchung mittels Neutronenstreuung“. Von 1955 bis 1968 war er Lehrbeauftragter für Strukturuntersuchungen mittels Röntgenstrahlen an der Technischen Hochschule Dresden und Wissenschaftsbereichsleiter für Neutronenbeugung im Zentralinstitut für Kernforschung Rossendorf (ZfK) der Akademie der Wissenschaften der DDR. 1968 wurde er zum ordentlichen Professor für Experimentalphysik an der TU Dresden berufen und arbeitete ab 1974 bis zu seiner Pensionierung im Jahre 1991 als Leiter des Wissenschaftsbereiches Metall- und Röntgenphysik. Gemeinsam mit Peter Paufler und Winfried Blau pflegte er nach dem Tod von Gustav Ernst Robert Schulze dessen wissenschaftliches Erbe und erweiterte es auf dem Gebiet der Metallphysik, besonders in den Disziplinen Kristallographie und Plastizität intermetallischer Verbindungen sowie der Ermittlung der Elektronenstruktur von technologisch wichtigen Materialien für die Mikroelektronik und die Hochtemperatursupraleitung speziell deren magnetische Eigenschaften.
Er war maßgeblich an der Entwicklung, Überleitung und Anwendung eines Röntgenmessfühlers zur Prozesssteuerung im Mansfeld Kombinat beteiligt, wofür er auch mit dem Nationalpreis III. Klasse für Wissenschaft und Technik im Kollektiv geehrt wurde. Ebenso war er von 1969 bis 1972 wissenschaftlicher, wissenschaftsorganisatorischer Initiator und Träger des Großforschungs- und Bildungsverbandes „Automatisierte Informationsverarbeitung“ des Kombinates Robotron Dresden mit der TU Dresden und anderen Dresdner Hochschulen.
Karlheinz Kleinstück war von 1959 bis zu ihrem Tod 1980 mit der Physikerin Eva Kleinstück, geb. Simon verheiratet. Seit 1996 ist er mit Charlotte Kleinstück, geb. Hübner verheiratet.

## Wissenschaftliche Ergebnisse
- Konzeption einer Gerätegruppe zur Strukturuntersuchung von polykristallinen Substanzen mittels Röntgenstrahlen und deren Überleitung in die Serienfertigung gemeinsam mit den Betrieben Freiberger Präzisionsmechanik, VEB Transformatoren und Röntgenwerk Dresden und VEB Robotron-Meßelektronik „Otto Schön“ Dresden.

- Schaffung der experimentellen Basis für die Anwendung der Streuung thermischer Neutronen zur Strukturaufklärung im ZfK Rossendorf und multivalente Nutzung der Methode durch Wissenschaftler nationaler und internationaler Forschungseinrichtungen bei der Gewinnung von Erkenntnissen zur Struktur und den Anwendungseigenschaften von Festkörpern.

- Theoretische und methodische Grundlagen zum international erstmaligen Einsatz der Neutronenbeugung zur Texturanalyse im ZfK Rossendorf. Gemeinsam mit J. Tobisch, H. J. Bunge und M. Betzel wurde die Experimentiertechnik für diese Methode entwickelt und z. B. an Eisenblechen erprobt. Das trug zur Aufklärung der Entstehung und Beeinflussung von Walztexturen besonders für Elektroblech bei.

- Gemeinsam mit Gustav Ernst Robert Schulze und D. Sippel wurden Pendellösungs-Interferenzen mit thermischen Neutronen an Silicium-Einkristallen nachgewiesen und interpretiert.

## Zugehörigkeit zu wissenschaftlichen Gremien der DDR
- 1959–1970 DDR-Vertreter im Neutronenkomitee des Vereinigten Kernforschungszentrum Dubna des RGW
- 1967–1989 Berufenes Mitglied des Forschungsrates beim Ministerrat der Regierung der DDR
- Mitglied der Deutschen Gesellschaft für Metallkunde
- Mitglied der Physikalischen Gesellschaft der DDR

## Veröffentlichungen
- mit Christian Ruscher und Heinrich Fritz: Röntgen- und Radiumkunde. Lehrbriefe 1 und 2, 1960/61
- mit Kurt Richter und Bernd Wehner: Abschnitte 2., 5.1.1., 5.2. und 5.3. In: Helmut Erhardt (Hrsg.): Röntgenfluoreszenzanalyse: Anwendung in Betriebslaboratorien. 2., überarb. und erw. Auflage. Springer, Berlin u. a. 1989.
- Das Neutronendiffraktometer für Beugungsexperimente am Rossendorfer Forschungsreaktor. In: Kernenergie. 14, 1961, S. 913–922.
- mit Gustav Schulze und Dieter Sippel: Pendellösungs-Interferenzen mit thermischen Neutronen an Silicium Einkristallen. In: Phys. Letters. 14 (1965)3, S. 174–175.
- mit E. Wiesner: Eine kombinierte Neutronen- und Röntgenstrahlen-Beugungsmethode zur Messung von Ferriten und freien Kationenarten. In: Zeitschrift für Kristallographie. 121, 1965, S. 14–20.
- mit Josef Tobisch: Texturuntersuchung mittels Neutronenbeugung und ihre besonderen Anwendungsvorteile. In: Kristall und Technik. 3, 1968, S. 455–466.
- Konzeption und Leistungsvermögen des Röntgen-Meßfühler Mansfeld zur Prozeßsteuerung in der chemischen Verfahrenstechnik. In: Mitteilungen der Kammer der Technik. 3, 1968, S. 8ff.
- mit Gerd Försterling: Experimenteller Nachweis eines anisotropen, anharmonischen Röntgen-Debye-Waller-Faktors für Silber. In: Informationen. 05, 1979, Technische Universität Dresden.
- mit Frank Eichhorn, Dieter Sippel: Einfluss von Sauerstoffsegregationen in Siliciumkristallen auf die Halbwertsbreite der Doppelkristall-Rockingkurve thermischer Neutronen. In: Physics Status Solide. Berlin 23 (1967), S. 237–240.